# Tour de Normandie 2016
Die Tour de Normandie 2016 war die 41. Tour de Normandie, ein Straßenradrennen in Frankreich in der Region der Normandie und fand vom 21. bis zum 27. März 2016 mit einem Prolog und 6 Etappen  statt. Das Etappenrennen war Teil der UCI Europe Tour 2016 und war dort in der Kategorie 2.2 eingestuft.
Sieger des Rennens wurde Baptiste Planckaert aus Belgien vom Team Wallonie Bruxelles-Group Protect vor seinem Landsmann Olivier Pardini von Wallonie Bruxelles-Group Protect. Den dritten Rang in der Gesamtwertung errang der Franzose Benoît Sinner von Équipe Cycliste de l’Armée de terre.

## Teilnehmende Mannschaften
| Continental Teams (17)- An Post-ChainReaction - Armée de terre - Bridgestone Anchor - ColoQuick-Cult - JLT Condor - Join-S-De Rijke - Joker - Kuota-Lotto - Leopard - Madison Genesis - Rabobank Development - Raleigh GAC - Riwal Platform - SEG Racing Academy - Sparebanken Sør - Verandas Willems - Wallonie Bruxelles-Group Protect Nationalmannschaft- Deutschland Regionale Teams und Vereine (6)- Aldro - CC Nogent-sur-Oise - Lotto-Soudal U23 - VC Pays de Loudéac - VC Rouen 76 - Vendée U Pays de la Loire |
| |

## Etappen
| Etappe    | Datum    | Etappenorte                             | type            | Länge (km) | Etappensieger       | Gesamtführender     |
| --------- | -------- | --------------------------------------- | --------------- | ---------- | ------------------- | ------------------- |
| Prolog    | 21. Mär. | Carentan – Carentan                     | Prolog          | 6,4        | Lucas Liß           | Lucas Liß           |
| 1. Etappe | 22. Mär. | Mondeville – Forges-les-Eaux            | Flachetappe     | 201        | Timothy Dupont      | Lucas Liß           |
| 2. Etappe | 23. Mär. | Vernon – Elbeuf                         | Flachetappe     | 167        | Olivier Pardini     | Olivier Pardini     |
| 3. Etappe | 24. Mär. | Bourg-Achard – Argentan                 | Flachetappe     | 175,5      | Timothy Dupont      | Olivier Pardini     |
| 4. Etappe | 25. Mär. | Bagnoles-de-l'Orne – Bagnoles-de-l'Orne | Hügelige Etappe | 160        | Benoît Sinner       | Benoît Sinner       |
| 5. Etappe | 26. Mär. | Trévières – Villedieu-les-Poêles        | Flachetappe     | 180        | Baptiste Planckaert | Baptiste Planckaert |
| 6. Etappe | 27. Mär. | Coutances – Caen                        | Flachetappe     | 150        | Timothy Dupont      | Baptiste Planckaert |

## Wertungstrikots
| Etappe         | Etappensieger       | Gesamtwertung       | Punktewertung  | Bergwertung    | Sprintwertung     | Nachwuchswertung | Teamwertung               |
| -------------- | ------------------- | ------------------- | -------------- | -------------- | ----------------- | ---------------- | ------------------------- |
| Prolog         | Lucas Liß           | Lucas Liß           | Lucas Liß      | nicht vergeben | nicht vergeben    | Lucas Liß        | Leopard Pro Cycling       |
| 1              | Timothy Dupont      | Lucas Liß           | Timothy Dupont | Nick Schultz   | Erwan Brenterch   | Lucas Liß        | Leopard Pro Cycling       |
| 2              | Olivier Pardini     | Olivier Pardini     | Timothy Dupont | Nick Schultz   | Nicolas Vereecken | Dylan Kowalski   | Team Joker                |
| 3              | Timothy Dupont      | Olivier Pardini     | Timothy Dupont | Jonas Gregaard | Nicolas Vereecken | Martijn Tusveld  | Rabobank Development Team |
| 4              | Benoît Sinner       | Benoît Sinner       | Timothy Dupont | Jonas Gregaard | Risto Raid        | Martijn Tusveld  | Rabobank Development Team |
| 5              | Baptiste Planckaert | Baptiste Planckaert | Timothy Dupont | Jonas Gregaard | Risto Raid        | Martijn Tusveld  | Team Joker                |
| 6              | Timothy Dupont      | Baptiste Planckaert | Timothy Dupont | Jonas Gregaard | Risto Raid        | Martijn Tusveld  | Team Joker                |
| Wertungssieger | Wertungssieger      | Baptiste Planckaert | Timothy Dupont | Jonas Gregaard | Risto Raid        | Martijn Tusveld  | Team Joker                |